# کتابخانه قطان مروزی
کتابخانه قطان مروزی یکی از کتابخانه‌های بزرگ شهر مرو در سده‌های پنجم، ششم و هفتم قمری بود. این کتابخانه یک بار در سال ۵۳۶ قمری توسط اتسز خوارزمشاهی غارت شد و بار دیگر در سال ۶۱۶ با حمله مغول ویران شد. این کتابخانه را حسن قطان مروزی پزشک و نویسنده اهل مرو بنیانگذاری کرد که در سال ۵۳۸ قمری به دست غزنویان کشته شد.